# Philip Noel-Baker
Philip John Noel-Baker, Barão Noel-Baker (Londres, 1 de novembro de 1889 — Londres, 9 de outubro de 1982) foi um político, diplomata e atleta britânico.
Noel-Baker foi selecionado e correu para a Grã-Bretanha no Jogos Olímpicos de Estocolmo em 1912, e foi gerente da equipe. Carregou a bandeira da equipe britânica nos Jogos Olímpicos de 1920, onde ganhou uma medalha de prata nos 1 500 metros. Foi premiado com o Nobel da Paz em 1959, pelo empenho de toda uma vida na paz e cooperação internacional. Ele é a única pessoa que ganhou uma medalha olímpica e também recebeu um Prêmio Nobel.

## Início de vida
John Philip Baker nasceu em Brondesbury Park, em Londres. Ele foi o sexto dos sete filhos de seu pai canadense Quaker, Joseph Allen Baker e sua mãe nascida na Escócia, Elizabeth Balmer Moscrip. Seu pai havia se mudado para a Inglaterra em 1876 para montar um negócio de fabricação e serviu ao Partido Progressista membro do Conselho do Condado de Londres 1895-1906 e como membro da Câmara dos Comuns pelo Partido Liberal para Oriente Finsbury 1905-1918.

## Vida pessoal
Em junho de 1915, Philip Baker se casou com Irene Noel, uma enfermeira do hospital de campo em East Grinstead, posteriormente adotando o nome hifenizado Noel-Baker. Sua esposa era amiga de Virginia Woolf. Seu único filho, Francis Noel-Baker, atuou junto com seu pai na Câmara dos Comuns. O casamento, no entanto, não foi um sucesso. Philip Noel-Baker teve uma amante, em 1936, chamada Lady Megan Lloyd George, filha do ex-líder do Partido Liberal David Lloyd George. O caso terminou com a morte de Irene, em 1956. Depois da morte de Noel-Baker, em Westminster, com 92 anos de idade, ele foi enterrado ao lado de sua esposa em Heyshott, West Sussex.

## Trabalhos

### Escritos
- Noel-Baker, Philip (1926). Disarmament. Londres: The Hogarth Press (Reimpresso 1970, Nova York: Kennicat Press)
- Noel-Baker, Philip (1926). The League of Nations at Work. Londres: Nisbet
- Noel-Baker, Philip (1927). Disarmament and the Coolidge Conference. Londres: Leonard & Virginia Woolf
- Noel-Baker, Philip (1929). The Present Juridical Status of the British Dominions in International Law. Londres: Longmans
- Noel-Baker, Philip (1934). Disarmament. Londres: League of Nations Union
- Noel-Baker, Philip (1934). Hawkers of Death: The Private Manufacture and Trade in Arms. Londres: Labour Party
- Noel-Baker, Philip (1936). The Private Manufacture of Armaments. London: Victor Gollancz (Reimpresso 1972, Nova York: Dover Publications)
- Noel-Baker, Philip (1944). Before we go back: a pictorial record of Norway's fight against Nazism. Londres: H.M.S.O.
- Noel-Baker, Philip (1946). U.N., the Atom, the Veto (speech at the Plenary Assembly of the United Nations 25 October 1946). London: The Labour Party
- Noel-Baker, Philip (1958). The Arms Race: A Programme for World Disarmament. London: Stevens & Sons. ASIN: B0000CJZPN
- Noel-Baker, Philip (1962). Nansen's Place in History. Oslo: Universitetsförlaget
- Noel-Baker, Philip (1963). The Way to World Disarmament-Now!. Londres: Union of Democratic Control
- Noel-Baker, Philip (1979). The first World Disarmament Conference, 1932–1933 and why it failed. Oxford: Pergamon. ISBN 0-08-023365-1

Por Philip Noel-Baker com outros autores
- Buzzard, Rear-Admiral Sir Anthony; Noel-Baker, Philip (1959). Disarmament and Defence. [S.l.]: United Nations [Peacefinder Pamphlet. no. 28]
- Mountbatten, Louis; Noel-Baker, Philip; Zuckerman, Solly (1980). Apocalypse now?. Nottingham: Spokesman Books. ISBN 0-85124-297-9